# Isaac Moraes
Isaac dos Santos Moraes (, 26 de julho de 1914 — , ) foi um nadador brasileiro, que participou de duas edições dos Jogos Olímpicos pelo Brasil.

## Trajetória esportiva
Isaac dos Santos Moraes era nadador da Liga de Sports da Marinha do Brasil quando fez parte da equipe de revezamento 4x200 metros nado livre nos Jogos Olímpicos de Verão de 1932 em Los Angeles, terminando em 7º lugar junto com Manoel Lourenço Silva, Manoel Villar e Benvenuto Nunes com o tempo de 10min36s5.
Nas Olimpíadas de 1936 em Berlim, ele nadou os 100 metros livre e os 4x200 metros livre, não chegando à final das provas.